# Sadio Ba
Pour les articles homonymes, voir Ba (nom de famille).
Sadio Ba, né à Gand le 24 janvier 1973, est un joueur et entraîneur de football belge d'origine sénégalaise qui jouait au poste de défenseur latéral droit. Il est surtout connu pour les six saisons qu'il passe en Division 1 avec le KVC Westerlo, remportant une fois la Coupe de Belgique.

## Carrière

### Débuts en Division 3
Sadio Ba fait ses débuts en première division belge sous les couleurs du KSC Lokeren le 11 avril 1993. En fin de saison, il choisit de partir au KS Wetteren, en Division 3, pour obtenir plus de temps de jeu. Il y reçoit directement la confiance de son coach et ne rate qu'une seule rencontre de championnat à cause d'une suspension. Il est victime d'une grave blessure au début de la saison suivante et reste écarté des terrains durant près d'un an. Il revient dans l'équipe durant l'été 1995 et dispute tout le championnat qui suit dans le onze de base. Après ces trois années à Wetteren, il est recruté par le Vigor Hamme, un autre club de Division 3.

### Accession à la Division 1, victoire en Coupe et expérience à l'étranger
Il y est d'emblée titularisé et prend une part importante dans la conquête du titre de champion en fin de saison, synonyme de montée en Division 2. Il joue un an à ce niveau avec Hamme puis rejoint Denderleeuw, une équipe de deuxième division qui ambitionne la montée en Division 1. Après une saison décevante pour le club durant laquelle il réalise néanmoins de bonnes performances, il est transféré au KVC Westerlo, un club qui évolue en Division 1.
Sadio Ba s'adapte vite à l'élite et reçoit la confiance de son entraîneur, Jan Ceulemans. Il est régulièrement titularisé à son poste d'arrière droit et au terme de sa deuxième saison au club, il décroche la Coupe de Belgique, dont il dispute l'intégralité de la finale remportée 1-0 contre Lommel. Il reste à Westerlo jusqu'en 2005 et le départ de Ceulemans, après avoir disputé plus de 150 rencontres de Division 1 avec le club. Il décide de partir tenter sa chance à l'étranger et part pour l'APOP Kinyras Peyias, une équipe tout juste promue en première division chypriote pour la première fois de son histoire. En fin de saison, le club est relégué au niveau inférieur et le joueur décide de rentrer en Belgique.

### Retour en Belgique et fin de carrière
Sadio Ba s'engage avec le KFC Verbroedering Geel, qui évolue alors en Division 3. Malgré une saison gâchée par une blessure, il dispute plus de vingt rencontres officielles et prend part au tour final victorieux permettant au club de remonter en deuxième division. Il décide cependant de partir durant l'été et rejoint les rangs du KSK Beveren, relégué de première division. Durant deux ans, il y est un titulaire incontournable en défense mais l'équipe ne parvient pas à jouer les premiers rôles pour ambitionner la montée. En 2009, âgé de 36 ans, il choisit de prendre un poste de joueur-entraîneur au KVC Willebroek-Meerhof, actif en troisième division. Malgré la relégation du club en Promotion, il conserve la confiance de ses dirigeants pour tenter de ramener le club directement en D3 mais de graves difficultés financières viennent perturber l'équipe, qui enchaîne les défaites sur de larges écarts. En avril 2011, le club est suspendu par la fédération belge. Il termine le championnat à la dernière place et son matricule est radié trois mois plus tard. Sadio Ba mets alors un terme définitif à sa carrière de joueur et se reconvertit à plein temps comme entraîneur.

### Reconversion comme entraîneur
Au début de l'été 2011, il est nommé entraîneur-adjoint au KRC Malines, en Division 3. En octobre, l'entraîneur principal Marc Ghys est licencié et Sadio Ba est nommé à sa place jusqu'au terme de la saison. Il voit son contrat prolongé pour la saison suivante mais en octobre 2012, après un an comme « T1 », il est à son tour renvoyé. Il se recase deux semaines plus tard au KV Woluwe-Zaventem, une autre équipe de troisième division où il termine la saison. Il assure le maintien du club qui participe même au tour final pour la montée en Division 2 malgré sa douzième place au classement général, plusieurs clubs mieux classés n'étant pas en ordre de licence pour le football rémunéré. Il y est cependant éliminé au premier tour. Sadio Ba s'engage alors au RWDM Brussels FC où il redevient entraîneur-adjoint. Il occupe ce poste durant toute la saison malgré les difficultés financières du club, qui doit déposer le bilan et cesser ses activités en fin d'exercice.

## Palmarès
- Vainqueur de la Coupe de Belgique en 2001 avec le KVC Westerlo.
- 1 fois champion de Division 3 en 1997 avec le Vigor Hamme.

## Statistiques
| Saison                | Club                   | Championnat           | Championnat | Championnat | Coupe nationale | Coupe nationale | Coupe de la Ligue | Coupe de la Ligue | Compétition(s) continentale(s) | Compétition(s) continentale(s) | Compétition(s) continentale(s) | Total | Total |
| Saison                | Club                   | Division              | M.          | B.          | M.              | B.              | M.                | B.                | Comp.                          | M.                             | B.                             | M.    | B.    |
| 1992-1993             | KSC Lokeren            | Division 1            | 1           | 0           | 0               | 0               | 0                 | 0                 | -                              | 0                              | 0                              | 1     | 0     |
| Sous-total            | Sous-total             | Sous-total            | 1           | 0           | 0               | 0               | 1                 | 0                 | -                              | 0                              | 0                              | 2     | 0     |
| 1993-1994             | KS Wetteren            | Division 3            | 29          | 3           | 2               | 0               | 0                 | 0                 | -                              | 0                              | 0                              | 31    | 3     |
| 1994-1995             | KS Wetteren            | Division 3            | 5           | 0           | 2               | 1               | 0                 | 0                 | -                              | 0                              | 0                              | 7     | 1     |
| 1995-1996             | KS Wetteren            | Division 3            | 28          | 1           | 2               | 0               | 0                 | 0                 | -                              | 0                              | 0                              | 30    | 1     |
| Sous-total            | Sous-total             | Sous-total            | 62          | 4           | 6               | 1               | 0                 | 0                 | -                              | 0                              | 0                              | 68    | 5     |
| 1996-1997             | Vigor Hamme            | Division 3            | 29          | 2           | 5               | 0               | 0                 | 0                 | -                              | 0                              | 0                              | 34    | 2     |
| 1997-1998             | Vigor Hamme            | Division 2            | 29          | 1           | 3               | 0               | 0                 | 0                 | -                              | 0                              | 0                              | 32    | 1     |
| Sous-total            | Sous-total             | Sous-total            | 58          | 3           | 8               | 0               | 0                 | 0                 | -                              | 0                              | 0                              | 66    | 3     |
| 1998-1999             | FC Denderleeuw         | Division 2            | 32          | 1           | 4               | 0               | 0                 | 0                 | -                              | 0                              | 0                              | 36    | 1     |
| Sous-total            | Sous-total             | Sous-total            | 32          | 1           | 4               | 0               | 0                 | 0                 | -                              | 0                              | 0                              | 36    | 1     |
| 1999-2000             | KVC Westerlo           | Division 1            | 24          | 0           | 2               | 0               | 3                 | 0                 | -                              | 0                              | 0                              | 29    | 0     |
| 2000-2001             | KVC Westerlo           | Division 1            | 28          | 2           | 6               | 0               | 0                 | 0                 | -                              | 0                              | 0                              | 34    | 2     |
| 2001-2002             | KVC Westerlo           | Division 1            | 20          | 0           | 2               | 0               | 0                 | 0                 | C3                             | 1                              | 0                              | 23    | 0     |
| 2002-2003             | KVC Westerlo           | Division 1            | 21          | 0           | 2               | 0               | 0                 | 0                 | -                              | 0                              | 0                              | 23    | 0     |
| 2003-2004             | KVC Westerlo           | Division 1            | 32          | 1           | 2               | 0               | 0                 | 0                 | -                              | 0                              | 0                              | 34    | 1     |
| 2004-2005             | KVC Westerlo           | Division 1            | 25          | 0           | 1               | 0               | 0                 | 0                 | -                              | 0                              | 0                              | 26    | 0     |
| Sous-total            | Sous-total             | Sous-total            | 150         | 3           | 15              | 0               | 3                 | 0                 | -                              | 1                              | 0                              | 169   | 3     |
| 2005-2006             | APOP Kinyras Peyias    | Division 1            | -           | -           | -               | -               | -                 | -                 | -                              | 0                              | 0                              | 0     | 0     |
| Sous-total            | Sous-total             | Sous-total            | -           | -           | -               | -               | -                 | -                 | -                              | -                              | -                              | 0     | 0     |
| 2006-2007             | KFC Verbroedering Geel | Division 3            | 19          | 1           | 1               | 0               | 0                 | 0                 | -                              | 0                              | 0                              | 20    | 1     |
| Sous-total            | Sous-total             | Sous-total            | 19          | 1           | 1               | 0               | 0                 | 0                 | -                              | 0                              | 0                              | 20    | 1     |
| 2007-2008             | KSK Beveren            | Division 2            | 30          | 0           | 2               | 0               | 0                 | 0                 | -                              | 0                              | 0                              | 32    | 0     |
| 2008-2009             | KSK Beveren            | Division 2            | 24          | 0           | 3               | 0               | 0                 | 0                 | -                              | 0                              | 0                              | 27    | 0     |
| Sous-total            | Sous-total             | Sous-total            | 54          | 0           | 5               | 0               | 0                 | 0                 | -                              | 0                              | 0                              | 59    | 0     |
| 2009-2010             | KVC Willebroek-Meerhof | Division 3            | 12          | 0           | 2               | 0               | 0                 | 0                 | -                              | 0                              | 0                              | 14    | 0     |
| 2010-2011             | KVC Willebroek-Meerhof | Promotion             | 10          | 0           | 0               | 0               | 0                 | 0                 | -                              | 0                              | 0                              | 10    | 0     |
| Sous-total            | Sous-total             | Sous-total            | 22          | 0           | 2               | 0               | 0                 | 0                 | -                              | 0                              | 0                              | 24    | 0     |
| Total sur la carrière | Total sur la carrière  | Total sur la carrière | 398         | 12          | 41              | 1               | 3                 | 0                 | -                              | 1                              | 0                              | 443   | 13    |